# Toitoi
Toitoi – rzeka na wyspie Stewart w Nowej Zelandii o długości ponad 20 km.
Rzeka uchodzi do Zatoki Toitoi, do Oceanu Spokojnego.